# Station Jakarta Kota
Station Jakarta Kota (lett. Station Jakarta Stad; Station BEOS genoemd in de volksmond) is een van de belangrijkste en oudste spoorwegstations van Jakarta.

## Geschiedenis

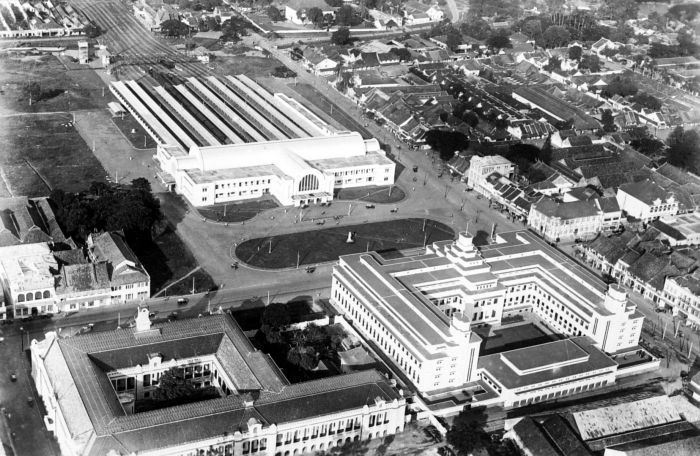
Linksboven het station en grenzend aan het stationsplein het gebouw van de Nederlandsche Handel-Maatschappij, het huidige Bank Mandiri-museum.

De eerste spoorverbinding met Jakarta kwam tot stand op 15 september 1871, toen de particuliere Nederlands-Indische Spoorweg Maatschappij (NIS) een lijn aanlegde tussen het oude Batavia (Kota) en Weltevreden (Centraal-Jakarta). In 1873 reikte de spoorlijn tot Buitenzorg. Later werd deze spoorlijn in opdracht van de publieke Staatsspoorwegen uitgebreid naar Bandoeng en Soerabaja, zodat er tegen 1894 een directe verbinding tussen Oost- en West-Java was ontstaan.
Ondertussen had een ander particulier bedrijf, de Bataviasche Oosterspoorweg Maatschappij (BOS), op 31 maart 1887 een tweede spoorlijn geopend tussen Batavia en Bekasi. In 1906 was deze spoorweg via Krawang, Tjikampek en Poerwakarta doorgetrokken naar Bandoeng.
Zowel de NIS als de BOS hadden elk een eigen station in Batavia en aldus bedienden twee kopstations de benedenstad. Het NIS-station (Batavia Noord) lag direct naast het oude stadhuis, terwijl het BOS-station (Batavia Zuid) iets zuidelijker was gelegen. Van deze laatste afkorting is de huidige populaire naam BeOS afgeleid. De Staatsspoorwegen namen in 1898 en 1913 de Bataviasche lijnen van respectievelijk de BOS en de NIS over.
In 1926 werd station Batavia Zuid afgebroken en begon de constructie van een compleet nieuw gebouw op diezelfde plaats. Deze nieuwbouw vond plaats in het kader van de spoorvernieuwing en -elektrificatie in heel Batavia. Gedurende de bouw fungeerde Batavia-Noord als hoofdstation voor de Bataviasche benedenstad.
Op 8 oktober 1929 werd het nieuwe station in gebruik genomen.
Het station werd aangewezen als een historisch en cultureel belangrijk gebouw in 1993.

## Gebouw
Station Jakarta Kota is een kopstation, gelegen binnen de oude grachten van Batavia. Het station heeft de beschikking over twaalf perrons.
Het ontwerp was ingediend door een groep architecten van het Algemeen Ingenieurs- en Architectenbureau, van wie Frans Johan Louwrens Ghijsels de belangrijkste was.
Zij kwamen met een ontwerp voor een gebouw in de toentertijd gangbare bouwstijl: westerse art deco.
Het gebouw was oorspronkelijk volledig wit bepleisterd, maar sinds de onafhankelijkheid heeft men meerdere malen de randen in een andere kleur geverfd.

## Bestemmingen
- GBMS naar Surabaya
- Gumarang naar Surabaya Pasar Turi
- Sembrani naar Surabaya Pasar Turi
- Gajayana naar Malang
- Tegal Arum naar Tegal
- Taksaka naar Yogyakarta Tugu
- Serayu naar Kroya
- Banex naar Merak

## Afbeeldingen

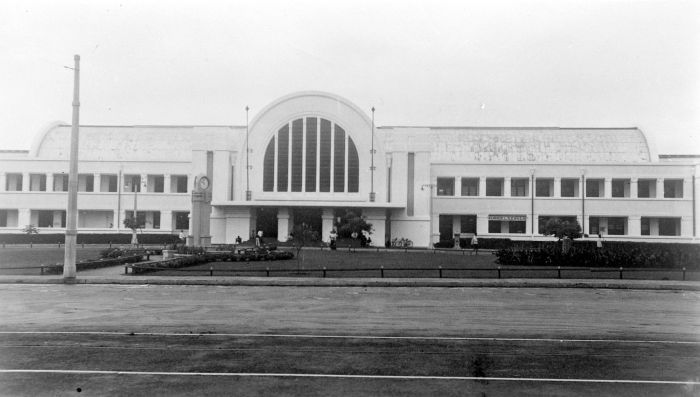
Het station in 1938
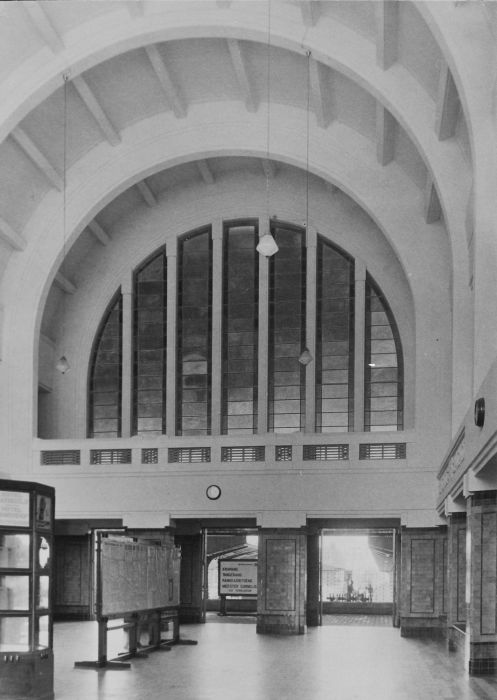
De hal achter de ingang van het spoorwegstation
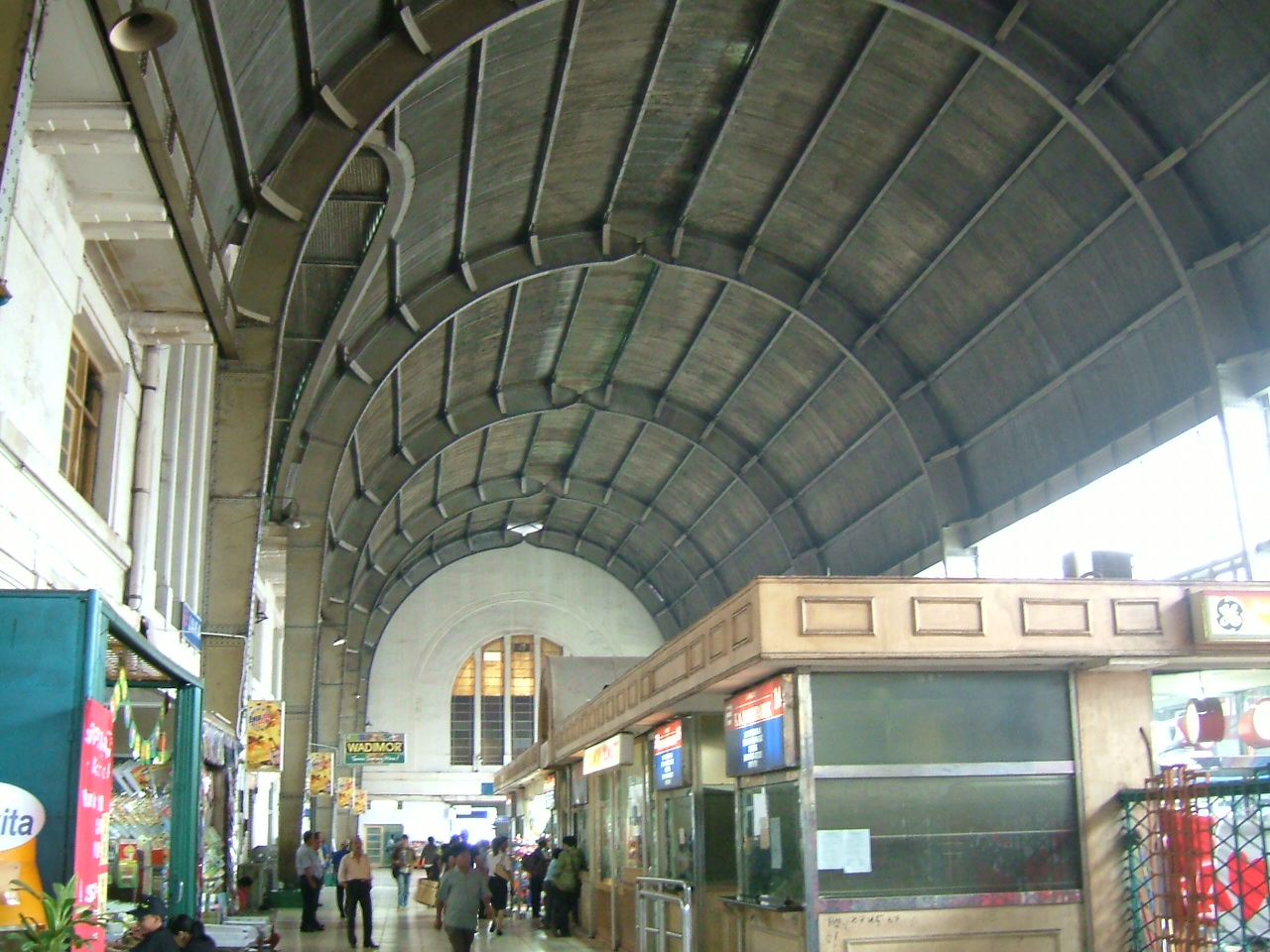
Stationshal van binnen